# Extreme Spots
Extreme Spots (укр. Слід Екстриму/Екстримальний Спорт) — 1 серія 9 сезону мультсеріалу «Губка Боб Квадратні Штани». У різних країнах цього показали у різний час. У серії розповідається, що до Бікіні-Боттом приїжджають екстримали і Губка Боб з Патріком хочуть повчитися в них.

## Сюжет
Коли Губка Боб та Патрік граються з піском на пляжі В'язкої (Гу) Лагуни, до Бікіні-Боттом приїжджають екстримали — Живчик Тед (Тед Невмирущий), Бабуся Лоулі (Бабця Кувалда) та Джонні Кріл (Креветка Джонні). Губка Боб та Патрік вражені цим захотіли до них приєднатися. Вони захотіли їх вразити тим, як їх жалять медузи. Екстримали не хочуть брати їх в свою команду, але Губка Боб та Патрік вирішили довести, що вони гідні. Вони пропонують 2 друзям покататись на байку, але Губка Боб не зміг показати крутість. Коли їх спитали, як вони розважаються, Патрік почав стрибати на скакалці, але коли він зрозумів, що це вправи, то кинув справу. Патрік також просидів у смітті, і це трохи вразило Екстрималів. Губка Боб хотів показати як він б'ється і вибрав собі подушку за суперника, але програв. Джоні вирішив сам бобитися з одушкою, і переміг, але потім матрас побив його. Екстрималам сподобалося, і вони спитали Губку Боба і Патріка про інші розваги. Далі все ж-таки екстримали спробувати пополювати на медуз і зрозуміли, що цей спорт занадто екстримальний.

## Дата показу у різних країнах світу
| Країна            | Ефір                                                                |
| ----------------- | ------------------------------------------------------------------- |
| США               | 21 липня 2012                                                       |
| Латинська Америка | 4 липня 2013                                                        |
| Іспанія           | Серпень 2014                                                        |
| Франція           | 2013—2014                                                           |
| Угорщина          | 2013—2014                                                           |
| Індонезія         | 2013—2014                                                           |
| Італія            | 10 жовтня 2014                                                      |
| Нідерланди        | 2013—2014                                                           |
| Росія             | 16 серпня 2014                                                      |
| Ізраїль           | 2013—2014                                                           |
| Україна           | 4 травня 2015 (QTV) 18 серпня 2018 (ТЕТ) 11 вересня 2018 (ПлюсПлюс) |
| Азербайджан       | 2013—2015                                                           |
| Чехія             | 2015                                                                |
| Німеччина         | Серпень 2014                                                        |
| Корея             | 2013—2015                                                           |
| Малайзія          | ТВА                                                                 |
| Японія            | 2012—2014                                                           |
| Бразилія          | 4 липня 2013                                                        |
| Туреччина         | 2013—2014                                                           |
| Китай             | 2013—2014                                                           |

## Озвучування та дубляж
| Персонаж(і)                                    | Актор в оригінал | Актор від QTV      | Актор від 1+1     |
| ---------------------------------------------- | ---------------- | ------------------ | ----------------- |
| Губка Боб                                      | Том Кенні        | Олександр Чмихалов | Павло Скороходько |
| Патрік                                         | Білл Фагербаккі  | Євген Малуха       | Максим Кондратюк  |
| Джоні Кріл (QTV), Креветка Джонні (Студія 1+1) | Джонні Кноксвілл | Євген Малуха       | Юрій Кудрявець    |
| Живчик Тед (QTV), Тед Невмирущий (Студія 1+1)  | Тед Капрсвілл    | Євген Малуха       | Юрій Кудрявець    |
| Бабуся Лоулі (QTV), Бабця Кувалда (Студія 1+1) | Лоулі Спаролс    | Ганна Левченко     | Катерина Буцька   |

## Розробка
Епізод написали Люк Брукшир, Марк Чеккареллі, Дереком Іверсеном. Художником є Том Ясумі. Також, Джонні Кноксвілл є гістем у цьому епізоді. Продюсером була Джені Моніка Хамонд.

## Реліз
Серія вийшла на iTunes 20 липня 2012 року, а у США вона вийшла 21 липня 2012 року. 15 січня 2013 року вийшов DVD під назвою SpongeBob SquarePants: Extreme Kah-Rah-Tay, який вміщав цю серію. 10 жовтня 2017 року вийшло DVD під назвою SpongeBob SquarePants: The Complete Ninth Season, який теж вміщав цю серію.

## Факти
- Це перший 11-хвилинний епізод у HD-якості.